# Seznam redov živali
| Deblo                             | Razred                                    | Red                                                 | Št. vrst v rodu | Slika predstavnika |
| --------------------------------- | ----------------------------------------- | --------------------------------------------------- | --------------- | ------------------ |
| Acanthocephala (ježerilci)        | Archiacanthocephala                       | Apororhynchida                                      | 7               |                    |
| Acanthocephala (ježerilci)        | Archiacanthocephala                       | Gigantorhynchida                                    | 70              |                    |
| Acanthocephala (ježerilci)        | Archiacanthocephala                       | Moniliformida                                       | 21              |                    |
| Acanthocephala (ježerilci)        | Archiacanthocephala                       | Oligacanthorhynchida                                | 99              |                    |
| Acanthocephala (ježerilci)        | Eoacanthocephala                          | Gyracanthocephala                                   | 117             |                    |
| Acanthocephala (ježerilci)        | Eoacanthocephala                          | Neoechinorhynchida                                  | 171             |                    |
| Acanthocephala (ježerilci)        | Palaeacanthocephala                       | Echinorhynchida                                     | 581             |                    |
| Acanthocephala (ježerilci)        | Palaeacanthocephala                       | Heteramorphida                                      | 1               |                    |
| Acanthocephala (ježerilci)        | Palaeacanthocephala                       | Polymorphida                                        | 384             |                    |
| Acanthocephala (ježerilci)        | Polyacanthocephala                        | Polyacanthorhynchida                                | 4               |                    |
| Annelida (kolobarniki)            | Clitellata (sedlaši)                      | Acanthobdellida (ščetinaste pijavke)                | 2               |                    |
| Annelida (kolobarniki)            | Clitellata (sedlaši)                      | Arhynchobdellida (nerilčaste pijavke)               | 321             |                    |
| Annelida (kolobarniki)            | Clitellata (sedlaši)                      | Branchiobdellida                                    | 160             |                    |
| Annelida (kolobarniki)            | Clitellata (sedlaši)                      | Capilloventrida                                     | 7               |                    |
| Annelida (kolobarniki)            | Clitellata (sedlaši)                      | Crassiclitellata                                    | 2003            |                    |
| Annelida (kolobarniki)            | Clitellata (sedlaši)                      | Enchytraeida (enhitreji, beli deževniki)            | 1058            |                    |
| Annelida (kolobarniki)            | Clitellata (sedlaši)                      | Euhirudinea                                         | 12              |                    |
| Annelida (kolobarniki)            | Clitellata (sedlaši)                      | Haplotaxida                                         | 3606            |                    |
| Annelida (kolobarniki)            | Clitellata (sedlaši)                      | Lumbriculida                                        | 282             |                    |
| Annelida (kolobarniki)            | Clitellata (sedlaši)                      | Opisthopora                                         | 2549            |                    |
| Annelida (kolobarniki)            | Clitellata (sedlaši)                      | Rhynchobdellida (rilčaste pijavke)                  | 408             |                    |
| Annelida (kolobarniki)            | Polychaeta (mnogoščetinci)                | Amphinomida                                         | 244             |                    |
| Annelida (kolobarniki)            | Polychaeta (mnogoščetinci)                | Echiuroidea                                         | 193             |                    |
| Annelida (kolobarniki)            | Polychaeta (mnogoščetinci)                | Eunicida                                            | 1555            |                    |
| Annelida (kolobarniki)            | Polychaeta (mnogoščetinci)                | Phyllodocida                                        | 5170            |                    |
| Annelida (kolobarniki)            | Polychaeta (mnogoščetinci)                | Sabellida (črvi perjaniarji)                        | 2059            |                    |
| Annelida (kolobarniki)            | Polychaeta (mnogoščetinci)                | Spionida (spionidi)                                 | 907             |                    |
| Annelida (kolobarniki)            | Polychaeta (mnogoščetinci)                | Terebellida                                         | 1933            |                    |
| Arthropoda (členonožci)           | Arachnida (pajkovci)                      | Amblypygi (nitastonogi pajkovci)                    | 279             |                    |
| Arthropoda (členonožci)           | Arachnida (pajkovci)                      | Araneae (pajki)                                     | 50.708          |                    |
| Arthropoda (členonožci)           | Arachnida (pajkovci)                      | Astigmata (astigmatidne pršice)                     | 1201            |                    |
| Arthropoda (členonožci)           | Arachnida (pajkovci)                      | Holothyrida                                         | 9               |                    |
| Arthropoda (členonožci)           | Arachnida (pajkovci)                      | Ixodida (klopi)                                     | 954             |                    |
| Arthropoda (členonožci)           | Arachnida (pajkovci)                      | Mesostigmata                                        | 7221            |                    |
| Arthropoda (členonožci)           | Arachnida (pajkovci)                      | Opilioacarida (košne pršice)                        | 53              |                    |
| Arthropoda (členonožci)           | Arachnida (pajkovci)                      | Opiliones (suhe južine)                             | 4592            |                    |
| Arthropoda (členonožci)           | Arachnida (pajkovci)                      | Palpigradi (kenije)                                 | 99              |                    |
| Arthropoda (členonožci)           | Arachnida (pajkovci)                      | Prostigmata                                         | 7923            |                    |
| Arthropoda (členonožci)           | Arachnida (pajkovci)                      | Pseudoscorpiones (paščipalci)                       | 4263            |                    |
| Arthropoda (členonožci)           | Arachnida (pajkovci)                      | Ricinulei (pajki s kapuco)                          | 112             |                    |
| Arthropoda (členonožci)           | Arachnida (pajkovci)                      | Sarcoptiformes (garjavci)                           | 11.483          |                    |
| Arthropoda (členonožci)           | Arachnida (pajkovci)                      | Schizomida (jamski škorpijoni)                      | 354             |                    |
| Arthropoda (členonožci)           | Arachnida (pajkovci)                      | Scorpiones (ščipalci)                               | 2918            |                    |
| Arthropoda (členonožci)           | Arachnida (pajkovci)                      | Solifugae (temačniki)                               | 1263            |                    |
| Arthropoda (členonožci)           | Arachnida (pajkovci)                      | Trombidiformes (rdeče žametne pršice)               | 5813            |                    |
| Arthropoda (členonožci)           | Arachnida (pajkovci)                      | Uropygi (bičjerepi pajkoščipalci)                   | 173             |                    |
| Arthropoda (členonožci)           | Branchiopoda (listonožci)                 | Anostraca (škrgonožci)                              | 409             |                    |
| Arthropoda (členonožci)           | Branchiopoda (listonožci)                 | Diplostraca                                         | 1477            |                    |
| Arthropoda (členonožci)           | Branchiopoda (listonožci)                 | Notostraca (hrbtoplovci)                            | 27              |                    |
| Arthropoda (členonožci)           | Cephalocarida (cefalokaridi)              | Brachypoda                                          | 13              |                    |
| Arthropoda (členonožci)           | Chilopoda (strige)                        | Craterostigmomorpha                                 | 2               |                    |
| Arthropoda (členonožci)           | Chilopoda (strige)                        | Geophilomorpha (geofilomorfi)                       | 1581            |                    |
| Arthropoda (členonožci)           | Chilopoda (strige)                        | Lithobiomorpha (litobiomorfi)                       | 1394            |                    |
| Arthropoda (členonožci)           | Chilopoda (strige)                        | Scolopendromorpha (skolopendromorfi)                | 827             |                    |
| Arthropoda (členonožci)           | Chilopoda (strige)                        | Scutigeromorpha (dolgonožke)                        | 100             |                    |
| Arthropoda (členonožci)           | Diplopoda (dvojnonoge)                    | Callipodida                                         | 231             |                    |
| Arthropoda (členonožci)           | Diplopoda (dvojnonoge)                    | Chordeumatida                                       | 1476            |                    |
| Arthropoda (členonožci)           | Diplopoda (dvojnonoge)                    | Glomerida (krogličarke)                             | 421             |                    |
| Arthropoda (členonožci)           | Diplopoda (dvojnonoge)                    | Glomeridesmida                                      | 33              |                    |
| Arthropoda (členonožci)           | Diplopoda (dvojnonoge)                    | Julida (julidi)                                     | 1779            |                    |
| Arthropoda (členonožci)           | Diplopoda (dvojnonoge)                    | Platydesmida (ploske kačice)                        | 82              |                    |
| Arthropoda (členonožci)           | Diplopoda (dvojnonoge)                    | Polydesmida                                         | 6418            |                    |
| Arthropoda (členonožci)           | Diplopoda (dvojnonoge)                    | Polyxenida (čoponoge kačice)                        | 176             |                    |
| Arthropoda (členonožci)           | Diplopoda (dvojnonoge)                    | Polyzoniida                                         | 141             |                    |
| Arthropoda (členonožci)           | Diplopoda (dvojnonoge)                    | Siphoniulida                                        | 4               |                    |
| Arthropoda (členonožci)           | Diplopoda (dvojnonoge)                    | Siphonocryptida                                     | 7               |                    |
| Arthropoda (členonožci)           | Diplopoda (dvojnonoge)                    | Siphonophorida                                      | 143             |                    |
| Arthropoda (členonožci)           | Diplopoda (dvojnonoge)                    | Sphaerotheriida                                     | 440             |                    |
| Arthropoda (členonožci)           | Diplopoda (dvojnonoge)                    | Spirobolida                                         | 1419            |                    |
| Arthropoda (členonožci)           | Diplopoda (dvojnonoge)                    | Spirostreptida                                      | 2176            |                    |
| Arthropoda (členonožci)           | Diplopoda (dvojnonoge)                    | Stemmiulida                                         | 166             |                    |
| Arthropoda (členonožci)           | Diplopoda (dvojnonoge)                    | Zosterogrammida†                                    | 4               |                    |
| Arthropoda (členonožci)           | Entognatha (entognatne žuželke)           | Collembola (skakači)                                | 5097            |                    |
| Arthropoda (členonožci)           | Entognatha (entognatne žuželke)           | Diplura (dvorepke)                                  | 506             |                    |
| Arthropoda (členonožci)           | Entognatha (entognatne žuželke)           | Protura (proture)                                   | 831             |                    |
| Arthropoda (členonožci)           | Hexanauplia                               | Calanoida (kalanoidi)                               | 2872            |                    |
| Arthropoda (členonožci)           | Hexanauplia                               | Canuelloida                                         | 90              |                    |
| Arthropoda (členonožci)           | Hexanauplia                               | Cyclopoida (ciklopodi)                              | 4741            |                    |
| Arthropoda (členonožci)           | Hexanauplia                               | Gelyelloida                                         | 2               |                    |
| Arthropoda (členonožci)           | Hexanauplia                               | Harpacticoida (harpaktikoidi)                       | 5230            |                    |
| Arthropoda (členonožci)           | Hexanauplia                               | Misophrioida                                        | 37              |                    |
| Arthropoda (členonožci)           | Hexanauplia                               | Monstrilloida                                       | 180             |                    |
| Arthropoda (členonožci)           | Hexanauplia                               | Mormonilloida                                       | 4               |                    |
| Arthropoda (členonožci)           | Hexanauplia                               | Platycopioida                                       | 12              |                    |
| Arthropoda (členonožci)           | Hexanauplia                               | Siphonostomatoida (cevousti ciklopodi)              | 2510            |                    |
| Arthropoda (členonožci)           | Insecta (žuželke)                         | Archaeognatha (pračeljustnice)                      | 300             |                    |
| Arthropoda (členonožci)           | Insecta (žuželke)                         | Blattodea (ščurki)                                  | 9554            |                    |
| Arthropoda (členonožci)           | Insecta (žuželke)                         | Caloneurodea†                                       | 48              |                    |
| Arthropoda (členonožci)           | Insecta (žuželke)                         | Cnemidolestodea†                                    | 77              |                    |
| Arthropoda (členonožci)           | Insecta (žuželke)                         | Coleoptera (hrošči)                                 | 376.363         |                    |
| Arthropoda (členonožci)           | Insecta (žuželke)                         | Dermaptera (strigalice)                             | 2051            |                    |
| Arthropoda (členonožci)           | Insecta (žuželke)                         | Diaphanopterodea†                                   | 69              |                    |
| Arthropoda (členonožci)           | Insecta (žuželke)                         | Diptera (dvokrilci)                                 | 169.185         |                    |
| Arthropoda (členonožci)           | Insecta (žuželke)                         | Embioptera (nogoprelci)                             | 434             |                    |
| Arthropoda (členonožci)           | Insecta (žuželke)                         | Eoblattida†                                         | 26              |                    |
| Arthropoda (členonožci)           | Insecta (žuželke)                         | Ephemeroptera (enodnevnice)                         | 3968            |                    |
| Arthropoda (členonožci)           | Insecta (žuželke)                         | Glosselytrodea†                                     | 47              |                    |
| Arthropoda (členonožci)           | Insecta (žuželke)                         | Grylloblattodea (griloblatoidi)                     | 737             |                    |
| Arthropoda (členonožci)           | Insecta (žuželke)                         | Hemiptera (polkrilci)                               | 107.921         |                    |
| Arthropoda (členonožci)           | Insecta (žuželke)                         | Hymenoptera (kožekrilci)                            | 148.682         |                    |
| Arthropoda (členonožci)           | Insecta (žuželke)                         | Hypoperlida†                                        | 17              |                    |
| Arthropoda (členonožci)           | Insecta (žuželke)                         | Lepidoptera (metulji)                               | 188.359         |                    |
| Arthropoda (členonožci)           | Insecta (žuželke)                         | Mantodea (bogomolke)                                | 2626            |                    |
| Arthropoda (členonožci)           | Insecta (žuželke)                         | Mantophasmatodea (bogomolkasti paličnjaki)          | 35              |                    |
| Arthropoda (členonožci)           | Insecta (žuželke)                         | Mecoptera (kljunavci)                               | 1459            |                    |
| Arthropoda (členonožci)           | Insecta (žuželke)                         | Megaloptera (velekrilci)                            | 359             |                    |
| Arthropoda (členonožci)           | Insecta (žuželke)                         | Meganisoptera†                                      | 56              |                    |
| Arthropoda (členonožci)           | Insecta (žuželke)                         | Megasecoptera†                                      | 96              |                    |
| Arthropoda (členonožci)           | Insecta (žuželke)                         | Miomoptera†                                         | 87              |                    |
| Arthropoda (členonožci)           | Insecta (žuželke)                         | Neuroptera (pravi mrežekrilci)                      | 6517            |                    |
| Arthropoda (členonožci)           | Insecta (žuželke)                         | Odonata (kačji pastirji)                            | 7690            |                    |
| Arthropoda (členonožci)           | Insecta (žuželke)                         | Orthoptera (kobilice)                               | 29.055          |                    |
| Arthropoda (členonožci)           | Insecta (žuželke)                         | Palaeodictyoptera†                                  | 314             |                    |
| Arthropoda (členonožci)           | Insecta (žuželke)                         | Paoliida†                                           | 84              |                    |
| Arthropoda (členonožci)           | Insecta (žuželke)                         | Phasmida (posnemalci)                               | 3330            |                    |
| Arthropoda (členonožci)           | Insecta (žuželke)                         | Plecoptera (vrbnice)                                | 4126            |                    |
| Arthropoda (členonožci)           | Insecta (žuželke)                         | Protocoleoptera†                                    | 194             |                    |
| Arthropoda (členonožci)           | Insecta (žuželke)                         | Protorthoptera†                                     | 167             |                    |
| Arthropoda (členonožci)           | Insecta (žuželke)                         | Psocodea (prašne uši)                               | 11.741          |                    |
| Arthropoda (členonožci)           | Insecta (žuželke)                         | Raphidioptera (kamelovratnice)                      | 374             |                    |
| Arthropoda (členonožci)           | Insecta (žuželke)                         | Reculoidea†                                         | 2               |                    |
| Arthropoda (členonožci)           | Insecta (žuželke)                         | Siphonaptera (bolhe)                                | 2250            |                    |
| Arthropoda (členonožci)           | Insecta (žuželke)                         | Strepsiptera (pahljačekrilci)                       | 705             |                    |
| Arthropoda (členonožci)           | Insecta (žuželke)                         | Thysanoptera (resarji)                              | 6751            |                    |
| Arthropoda (členonožci)           | Insecta (žuželke)                         | Titanoptera†                                        | 23              |                    |
| Arthropoda (členonožci)           | Insecta (žuželke)                         | Trichoptera (mladoletnice)                          | 14.177          |                    |
| Arthropoda (členonožci)           | Insecta (žuželke)                         | Zoraptera (talne uši)                               | 59              |                    |
| Arthropoda (členonožci)           | Insecta (žuželke)                         | Zygentoma (ščetinorepke)                            | 146             |                    |
| Arthropoda (členonožci)           | Malacostraca (višji raki)                 | Amphionidacea                                       | 1               |                    |
| Arthropoda (členonožci)           | Malacostraca (višji raki)                 | Amphipoda (postranice)                              | 11.005          |                    |
| Arthropoda (členonožci)           | Malacostraca (višji raki)                 | Anaspidacea                                         | 21              |                    |
| Arthropoda (členonožci)           | Malacostraca (višji raki)                 | Bathynellacea (rakci peščinarji)                    | 182             |                    |
| Arthropoda (členonožci)           | Malacostraca (višji raki)                 | Bochusacea                                          | 7               |                    |
| Arthropoda (členonožci)           | Malacostraca (višji raki)                 | Cumacea (repači)                                    | 1884            |                    |
| Arthropoda (členonožci)           | Malacostraca (višji raki)                 | Decapoda (deseteronožci)                            | 21.713          |                    |
| Arthropoda (členonožci)           | Malacostraca (višji raki)                 | Euphausiacea (krili)                                | 96              |                    |
| Arthropoda (členonožci)           | Malacostraca (višji raki)                 | Isopoda (enakonožci)                                | 11.678          |                    |
| Arthropoda (členonožci)           | Malacostraca (višji raki)                 | Leptostraca (leptostraki)                           | 74              |                    |
| Arthropoda (členonožci)           | Malacostraca (višji raki)                 | Lophogastrida                                       | 67              |                    |
| Arthropoda (členonožci)           | Malacostraca (višji raki)                 | Mysida                                              | 1265            |                    |
| Arthropoda (členonožci)           | Malacostraca (višji raki)                 | Stomatopoda (bogomolčarji)                          | 547             |                    |
| Arthropoda (členonožci)           | Malacostraca (višji raki)                 | Tanaidacea (škarjevke)                              | 1506            |                    |
| Arthropoda (členonožci)           | Malacostraca (višji raki)                 | Thermosbaenacea (termosbenaceji)                    | 38              |                    |
| Arthropoda (členonožci)           | Maxillopoda (maksilopodi)                 | Akentrogonida (akentrogonidi)                       | 49              |                    |
| Arthropoda (členonožci)           | Maxillopoda (maksilopodi)                 | Apygophora                                          | 8               |                    |
| Arthropoda (členonožci)           | Maxillopoda (maksilopodi)                 | Arguloida (ščrgorepci)                              | 161             |                    |
| Arthropoda (členonožci)           | Maxillopoda (maksilopodi)                 | Cephalobaenida                                      | 49              |                    |
| Arthropoda (členonožci)           | Maxillopoda (maksilopodi)                 | Dendrogastrida                                      | 53              |                    |
| Arthropoda (členonožci)           | Maxillopoda (maksilopodi)                 | Kentrogonida (kentrogonidi)                         | 261             |                    |
| Arthropoda (členonožci)           | Maxillopoda (maksilopodi)                 | Laurida                                             | 63              |                    |
| Arthropoda (členonožci)           | Maxillopoda (maksilopodi)                 | Pedunculata                                         | 899             |                    |
| Arthropoda (členonožci)           | Maxillopoda (maksilopodi)                 | Porocephalida                                       | 91              |                    |
| Arthropoda (členonožci)           | Maxillopoda (maksilopodi)                 | Pygophora                                           | 73              |                    |
| Arthropoda (členonožci)           | Maxillopoda (maksilopodi)                 | Scalpelliformes                                     | 16              |                    |
| Arthropoda (členonožci)           | Maxillopoda (maksilopodi)                 | Sessilia                                            | 1135            |                    |
| Arthropoda (členonožci)           | Merostomata (praskrluparji)               | Xiphosurida (ostvarji)                              | 36              |                    |
| Arthropoda (členonožci)           | Ostracoda (dvoklopniki)                   | Halocyprida                                         | 493             |                    |
| Arthropoda (členonožci)           | Ostracoda (dvoklopniki)                   | Myodocopida                                         | 1068            |                    |
| Arthropoda (členonožci)           | Ostracoda (dvoklopniki)                   | Palaeocopida†                                       | 1640            |                    |
| Arthropoda (členonožci)           | Ostracoda (dvoklopniki)                   | Platycopina                                         | 460             |                    |
| Arthropoda (členonožci)           | Ostracoda (dvoklopniki)                   | Podocopida                                          | 11.859          |                    |
| Arthropoda (členonožci)           | Pauropoda (malonoge)                      | Hexamerocerata                                      | 6               |                    |
| Arthropoda (členonožci)           | Pauropoda (malonoge)                      | Tetramerocerata (tetramerocerati)                   | 632             |                    |
| Arthropoda (členonožci)           | Pycnogonida (nogači)                      | Nectopantopoda†                                     | 1               |                    |
| Arthropoda (členonožci)           | Pycnogonida (nogači)                      | Palaeoisopoda†                                      | 2               |                    |
| Arthropoda (členonožci)           | Pycnogonida (nogači)                      | Palaeopantopoda†                                    | 1               |                    |
| Arthropoda (členonožci)           | Pycnogonida (nogači)                      | Pantopoda (morski pajki)                            | 1467            |                    |
| Arthropoda (členonožci)           | Remipedia                                 | Nectiopoda                                          | 29              |                    |
| Arthropoda (členonožci)           | Trilobita (trilobiti)†                    | Agnostida                                           | 865             |                    |
| Arthropoda (členonožci)           | Trilobita (trilobiti)†                    | Asaphida                                            | 1300            |                    |
| Arthropoda (členonožci)           | Trilobita (trilobiti)†                    | Aulacopleurida                                      | 63              |                    |
| Arthropoda (členonožci)           | Trilobita (trilobiti)†                    | Corynexochida                                       | 978             |                    |
| Arthropoda (členonožci)           | Trilobita (trilobiti)†                    | Harpetida                                           | 145             |                    |
| Arthropoda (členonožci)           | Trilobita (trilobiti)†                    | Lichida                                             | 574             |                    |
| Arthropoda (členonožci)           | Trilobita (trilobiti)†                    | Odontopleurida                                      | 3               |                    |
| Arthropoda (členonožci)           | Trilobita (trilobiti)†                    | Olenellida                                          | 3               |                    |
| Arthropoda (členonožci)           | Trilobita (trilobiti)†                    | Phacopida                                           | 1259            |                    |
| Arthropoda (členonožci)           | Trilobita (trilobiti)†                    | Proetida                                            | 1185            |                    |
| Arthropoda (členonožci)           | Trilobita (trilobiti)†                    | Proparia                                            | 3               |                    |
| Arthropoda (členonožci)           | Trilobita (trilobiti)†                    | Ptychopariida                                       | 2241            |                    |
| Arthropoda (členonožci)           | Trilobita (trilobiti)†                    | Redlichiida                                         | 356             |                    |
| Arthropoda (členonožci)           | Incertae sedis                            | Mystacocaridida (mistakokaridi)                     | 15              |                    |
| Brachiopoda (ramenonožci)         | Chileata†                                 | Chileida†                                           | 4               |                    |
| Brachiopoda (ramenonožci)         | Chileata†                                 | Dictyonellida†                                      | 34              |                    |
| Brachiopoda (ramenonožci)         | Craniata                                  | Craniida                                            | 99              |                    |
| Brachiopoda (ramenonožci)         | Kutorginata†                              | Kutorginida†                                        | 48              |                    |
| Brachiopoda (ramenonožci)         | Lingulata                                 | Acrotretida                                         | 269             |                    |
| Brachiopoda (ramenonožci)         | Lingulata                                 | Lingulida                                           | 762             |                    |
| Brachiopoda (ramenonožci)         | Lingulata                                 | Siphonotretida†                                     | 41              |                    |
| Brachiopoda (ramenonožci)         | Obolellata†                               | Obolellida†                                         | 22              |                    |
| Brachiopoda (ramenonožci)         | Rhynchonellata                            | Athyridida†                                         | 659             |                    |
| Brachiopoda (ramenonožci)         | Rhynchonellata                            | Atrypida†                                           | 313             |                    |
| Brachiopoda (ramenonožci)         | Rhynchonellata                            | Orthida†                                            | 1546            |                    |
| Brachiopoda (ramenonožci)         | Rhynchonellata                            | Pentamerida†                                        | 433             |                    |
| Brachiopoda (ramenonožci)         | Rhynchonellata                            | Protorthida†                                        | 55              |                    |
| Brachiopoda (ramenonožci)         | Rhynchonellata                            | Rhynchonellida                                      | 2285            |                    |
| Brachiopoda (ramenonožci)         | Rhynchonellata                            | Spiriferida†                                        | 1304            |                    |
| Brachiopoda (ramenonožci)         | Rhynchonellata                            | Spiriferinida†                                      | 539             |                    |
| Brachiopoda (ramenonožci)         | Rhynchonellata                            | Terebratulida                                       | 2759            |                    |
| Brachiopoda (ramenonožci)         | Rhynchonellata                            | Thecideida                                          | 107             |                    |
| Brachiopoda (ramenonožci)         | Strophomenata†                            | Billingsellida†                                     | 213             |                    |
| Brachiopoda (ramenonožci)         | Strophomenata†                            | Orthotetida†                                        | 640             |                    |
| Brachiopoda (ramenonožci)         | Strophomenata†                            | Productida†                                         | 2588            |                    |
| Brachiopoda (ramenonožci)         | Strophomenata†                            | Strophomenida†                                      | 1291            |                    |
| Brachiopoda (ramenonožci)         | Tommotiida†                               | Hyolithelminthes†                                   | 1               |                    |
| Brachiopoda (ramenonožci)         | Tommotiida†                               | Mitrosagophora†                                     | 19              |                    |
| Brachiopoda (ramenonožci)         | Incertae sedis                            | Inarticulata                                        | 13              |                    |
| Bryozoa (mahovnjaki)              | Gymnolaemata (kronasti mahovnjaki)        | Cheilostomatida (listasti mahovnjaki)               | 8055            |                    |
| Bryozoa (mahovnjaki)              | Gymnolaemata (kronasti mahovnjaki)        | Ctenostomatida                                      | 418             |                    |
| Bryozoa (mahovnjaki)              | Phylactolaemata (mahovnjaki podkovičarji) | Plumatellida                                        | 94              |                    |
| Bryozoa (mahovnjaki)              | Stenolaemata                              | Cryptostomida†                                      | 536             |                    |
| Bryozoa (mahovnjaki)              | Stenolaemata                              | Cyclostomatida                                      | 1739            |                    |
| Bryozoa (mahovnjaki)              | Stenolaemata                              | Cystoporida†                                        | 496             |                    |
| Bryozoa (mahovnjaki)              | Stenolaemata                              | Fenestrida†                                         | 881             |                    |
| Bryozoa (mahovnjaki)              | Stenolaemata                              | Trepostomatida                                      | 1056            |                    |
| Cephalorhyncha                    | Kinorhyncha (kaveljčniki)                 | Cyclorhagida                                        | 207             |                    |
| Cephalorhyncha                    | Kinorhyncha (kaveljčniki)                 | Homalorhagida                                       | 101             |                    |
| Cephalorhyncha                    | Loricifera                                | Nanaloricida                                        | 32              |                    |
| Cephalorhyncha                    | Priaupulida (črvorilčniki)                | Halicryptomorpha                                    | 2               |                    |
| Cephalorhyncha                    | Priaupulida (črvorilčniki)                | Meiopriapulomorpha                                  | 1               |                    |
| Cephalorhyncha                    | Priaupulida (črvorilčniki)                | Priapulomorpha                                      | 21              |                    |
| Cephalorhyncha                    | Priaupulida (črvorilčniki)                | Seticoronaria                                       | 2               |                    |
| Chaetognatha (ščetinočeljustnice) | Sagittoidea                               | Aphragmophora                                       | 108             |                    |
| Chaetognatha (ščetinočeljustnice) | Sagittoidea                               | Phragmophora                                        | 120             |                    |
| Chordata (strunarji)              | Actinopterygii (žarkoplavutarice)         | Acipenseriformes (jesetrovke)                       | 135             |                    |
| Chordata (strunarji)              | Actinopterygii (žarkoplavutarice)         | Albuliformes                                        | 71              |                    |
| Chordata (strunarji)              | Actinopterygii (žarkoplavutarice)         | Amiiformes                                          | 312             |                    |
| Chordata (strunarji)              | Actinopterygii (žarkoplavutarice)         | Anguilliformes (jegulje)                            | 1503            |                    |
| Chordata (strunarji)              | Actinopterygii (žarkoplavutarice)         | Ateleopodiformes                                    | 14              |                    |
| Chordata (strunarji)              | Actinopterygii (žarkoplavutarice)         | Atheriniformes (mavričarke, modroočke)              | 434             |                    |
| Chordata (strunarji)              | Actinopterygii (žarkoplavutarice)         | Aulopiformes                                        | 376             |                    |
| Chordata (strunarji)              | Actinopterygii (žarkoplavutarice)         | Batrachoidiformes (žabovke)                         | 105             |                    |
| Chordata (strunarji)              | Actinopterygii (žarkoplavutarice)         | Beloniformes (igle in poletaši)                     | 340             |                    |
| Chordata (strunarji)              | Actinopterygii (žarkoplavutarice)         | Beryciformes                                        | 350             |                    |
| Chordata (strunarji)              | Actinopterygii (žarkoplavutarice)         | Cetomimiformes                                      | 34              |                    |
| Chordata (strunarji)              | Actinopterygii (žarkoplavutarice)         | Characiformes (karacinidi)                          | 2385            |                    |
| Chordata (strunarji)              | Actinopterygii (žarkoplavutarice)         | Clupeiformes (sledem podobne ribe)                  | 560             |                    |
| Chordata (strunarji)              | Actinopterygii (žarkoplavutarice)         | Cypriniformes (krapovci)                            | 5392            |                    |
| Chordata (strunarji)              | Actinopterygii (žarkoplavutarice)         | Cyprinodontiformes (zobati krapovci)                | 1452            |                    |
| Chordata (strunarji)              | Actinopterygii (žarkoplavutarice)         | Elopiformes                                         | 85              |                    |
| Chordata (strunarji)              | Actinopterygii (žarkoplavutarice)         | Esociformes (ščuke)                                 | 62              |                    |
| Chordata (strunarji)              | Actinopterygii (žarkoplavutarice)         | Gadiformes (trskam podobne ribe)                    | 800             |                    |
| Chordata (strunarji)              | Actinopterygii (žarkoplavutarice)         | Gasterosteiformes (zeti)                            | 88              |                    |
| Chordata (strunarji)              | Actinopterygii (žarkoplavutarice)         | Gobiesociformes (prisesniki)                        | 191             |                    |
| Chordata (strunarji)              | Actinopterygii (žarkoplavutarice)         | Gonorynchiformes (rilčasti slanikovci in sorodstvo) | 62              |                    |
| Chordata (strunarji)              | Actinopterygii (žarkoplavutarice)         | Gymnotiformes (električne jegulje)                  | 260             |                    |
| Chordata (strunarji)              | Actinopterygii (žarkoplavutarice)         | Lampriformes (svetlicam podobne ribe)               | 43              |                    |
| Chordata (strunarji)              | Actinopterygii (žarkoplavutarice)         | Lepisosteiformes (gari)                             | 51              |                    |
| Chordata (strunarji)              | Actinopterygii (žarkoplavutarice)         | Lophiiformes (rokoplute)                            | 510             |                    |
| Chordata (strunarji)              | Actinopterygii (žarkoplavutarice)         | Mugiliformes (ciplji)                               | 167             |                    |
| Chordata (strunarji)              | Actinopterygii (žarkoplavutarice)         | Myctophiformes                                      | 355             |                    |
| Chordata (strunarji)              | Actinopterygii (žarkoplavutarice)         | Notacanthiformes                                    | 40              |                    |
| Chordata (strunarji)              | Actinopterygii (žarkoplavutarice)         | Ophidiiformes (črevesnicam podobne ribe)            | 628             |                    |
| Chordata (strunarji)              | Actinopterygii (žarkoplavutarice)         | Osmeriformes (snetci)                               | 425             |                    |
| Chordata (strunarji)              | Actinopterygii (žarkoplavutarice)         | Osteoglossiformes (koščenojezičnice)                | 315             |                    |
| Chordata (strunarji)              | Actinopterygii (žarkoplavutarice)         | Perciformes (ostrižnjaki)                           | 15.906          |                    |
| Chordata (strunarji)              | Actinopterygii (žarkoplavutarice)         | Percopsiformes                                      | 22              |                    |
| Chordata (strunarji)              | Actinopterygii (žarkoplavutarice)         | Pleuronectiformes (bokoplute)                       | 1007            |                    |
| Chordata (strunarji)              | Actinopterygii (žarkoplavutarice)         | Polymixiiformes                                     | 16              |                    |
| Chordata (strunarji)              | Actinopterygii (žarkoplavutarice)         | Polypteriformes (jesetrovke)                        | 30              |                    |
| Chordata (strunarji)              | Actinopterygii (žarkoplavutarice)         | Saccopharyngiformes                                 | 32              |                    |
| Chordata (strunarji)              | Actinopterygii (žarkoplavutarice)         | Salmoniformes (postrvi)                             | 418             |                    |
| Chordata (strunarji)              | Actinopterygii (žarkoplavutarice)         | Scorpaeniformes (bodike)                            | 2263            |                    |
| Chordata (strunarji)              | Actinopterygii (žarkoplavutarice)         | Siluriformes (somi)                                 | 4449            |                    |
| Chordata (strunarji)              | Actinopterygii (žarkoplavutarice)         | Stephanoberyciformes                                | 72              |                    |
| Chordata (strunarji)              | Actinopterygii (žarkoplavutarice)         | Stomiiformes (veleustke in sorodstvo)               | 506             |                    |
| Chordata (strunarji)              | Actinopterygii (žarkoplavutarice)         | Synbranchiformes                                    | 164             |                    |
| Chordata (strunarji)              | Actinopterygii (žarkoplavutarice)         | Syngnathiformes (morska šila in konjički)           | 545             |                    |
| Chordata (strunarji)              | Actinopterygii (žarkoplavutarice)         | Tetraodontiformes (napihovalke)                     | 751             |                    |
| Chordata (strunarji)              | Actinopterygii (žarkoplavutarice)         | Zeiformes (kovačem podobne ribe)                    | 65              |                    |
| Chordata (strunarji)              | Amphibia (dvoživke)                       | Anura (brezrepe dvoživke)                           | 7972            |                    |
| Chordata (strunarji)              | Amphibia (dvoživke)                       | Caudata (repati krkoni)                             | 920             |                    |
| Chordata (strunarji)              | Amphibia (dvoživke)                       | Gymnophiona (sleporil)                              | 246             |                    |
| Chordata (strunarji)              | Appendicularia (repati plaščarji)         | Copelata                                            | 73              |                    |
| Chordata (strunarji)              | Ascidiacea (kozolnjaki)                   | Aplousobranchia                                     | 1669            |                    |
| Chordata (strunarji)              | Ascidiacea (kozolnjaki)                   | Phlebobranchia                                      | 349             |                    |
| Chordata (strunarji)              | Ascidiacea (kozolnjaki)                   | Stolidobranchia                                     | 1063            |                    |
| Chordata (strunarji)              | Aves (ptiči)                              | Accipitriformes (ujede)                             | 548             |                    |
| Chordata (strunarji)              | Aves (ptiči)                              | Anseriformes (plojkokljuni)                         | 434             |                    |
| Chordata (strunarji)              | Aves (ptiči)                              | Apodiformes (hudourniki in kolibriji)               | 750             |                    |
| Chordata (strunarji)              | Aves (ptiči)                              | Apterygiformes (kiviji)                             | 15              |                    |
| Chordata (strunarji)              | Aves (ptiči)                              | Bucerotiformes (kljunorožci)                        | 121             |                    |
| Chordata (strunarji)              | Aves (ptiči)                              | Caprimulgiformes (ležetrudniki)                     | 187             |                    |
| Chordata (strunarji)              | Aves (ptiči)                              | Cariamiformes (sirieme)                             | 3               |                    |
| Chordata (strunarji)              | Aves (ptiči)                              | Casuariiformes (avstralski tekači)                  | 22              |                    |
| Chordata (strunarji)              | Aves (ptiči)                              | Charadriiformes (pobrežniki)                        | 652             |                    |
| Chordata (strunarji)              | Aves (ptiči)                              | Ciconiiformes (močvirniki)                          | 66              |                    |
| Chordata (strunarji)              | Aves (ptiči)                              | Coliiformes (mišaki)                                | 18              |                    |
| Chordata (strunarji)              | Aves (ptiči)                              | Columbiformes (golobje)                             | 529             |                    |
| Chordata (strunarji)              | Aves (ptiči)                              | Coraciiformes (vpijati)                             | 360             |                    |
| Chordata (strunarji)              | Aves (ptiči)                              | Cuculiformes (kukavice)                             | 275             |                    |
| Chordata (strunarji)              | Aves (ptiči)                              | Eurypygiformes (kaguji)                             | 3               |                    |
| Chordata (strunarji)              | Aves (ptiči)                              | Falconiformes (sokoli)                              | 213             |                    |
| Chordata (strunarji)              | Aves (ptiči)                              | Galliformes (kure)                                  | 562             |                    |
| Chordata (strunarji)              | Aves (ptiči)                              | Gaviiformes (slapniki)                              | 21              |                    |
| Chordata (strunarji)              | Aves (ptiči)                              | Gruiformes (žerjavovci)                             | 372             |                    |
| Chordata (strunarji)              | Aves (ptiči)                              | Leptosomiformes (kuroli)                            | 4               |                    |
| Chordata (strunarji)              | Aves (ptiči)                              | Mesitornithiformes (dolgonogi mokoži)               | 3               |                    |
| Chordata (strunarji)              | Aves (ptiči)                              | Musophagiformes (sadjejedi)                         | 32              |                    |
| Chordata (strunarji)              | Aves (ptiči)                              | Opisthocomiformes (hoacini)                         | 2               |                    |
| Chordata (strunarji)              | Aves (ptiči)                              | Otidiformes (droplje)                               | 35              |                    |
| Chordata (strunarji)              | Aves (ptiči)                              | Passeriformes (pevci)                               | 10.190          |                    |
| Chordata (strunarji)              | Aves (ptiči)                              | Pelecaniformes (veslonožci)                         | 204             |                    |
| Chordata (strunarji)              | Aves (ptiči)                              | Phaethontiformes (tropiki)                          | 7               |                    |
| Chordata (strunarji)              | Aves (ptiči)                              | Phoenicopteriformes (plamenci)                      | 24              |                    |
| Chordata (strunarji)              | Aves (ptiči)                              | Piciformes (plezalci)                               | 728             |                    |
| Chordata (strunarji)              | Aves (ptiči)                              | Podicipediformes (ponirki)                          | 45              |                    |
| Chordata (strunarji)              | Aves (ptiči)                              | Procellariiformes (cevonožci)                       | 233             |                    |
| Chordata (strunarji)              | Aves (ptiči)                              | Psittaciformes (papige)                             | 625             |                    |
| Chordata (strunarji)              | Aves (ptiči)                              | Pteroclidiformes (stepske kokoške)                  | 21              |                    |
| Chordata (strunarji)              | Aves (ptiči)                              | Rheiformes (ameriški tekači)                        | 11              |                    |
| Chordata (strunarji)              | Aves (ptiči)                              | Sphenisciformes (pingvini)                          | 57              |                    |
| Chordata (strunarji)              | Aves (ptiči)                              | Strigiformes (sove)                                 | 327             |                    |
| Chordata (strunarji)              | Aves (ptiči)                              | Struthioniformes (nojevci)                          | 21              |                    |
| Chordata (strunarji)              | Aves (ptiči)                              | Suliformes (veslonožci)                             | 157             |                    |
| Chordata (strunarji)              | Aves (ptiči)                              | Tinamiformes (dolgonoge kure)                       | 73              |                    |
| Chordata (strunarji)              | Aves (ptiči)                              | Trogoniformes (trogoni)                             | 82              |                    |
| Chordata (strunarji)              | Cephalaspidomorphi (piškurji)             | Petromyzontiformes (piškurji)                       | 61              |                    |
| Chordata (strunarji)              | Elasmobranchii (morski psi in skati)      | Carcharhiniformes (pravi morski psi)                | 460             |                    |
| Chordata (strunarji)              | Elasmobranchii (morski psi in skati)      | Heterodontiformes                                   | 55              |                    |
| Chordata (strunarji)              | Elasmobranchii (morski psi in skati)      | Hexanchiformes (šesteroškrgarji)                    | 46              |                    |
| Chordata (strunarji)              | Elasmobranchii (morski psi in skati)      | Lamniformes (morski volkovi)                        | 231             |                    |
| Chordata (strunarji)              | Elasmobranchii (morski psi in skati)      | Myliobatiformes (morski biči)                       | 449             |                    |
| Chordata (strunarji)              | Elasmobranchii (morski psi in skati)      | Orectolobiformes (kitovci)                          | 102             |                    |
| Chordata (strunarji)              | Elasmobranchii (morski psi in skati)      | Pristiophoriformes (žagarice)                       | 11              |                    |
| Chordata (strunarji)              | Elasmobranchii (morski psi in skati)      | Rajiformes (pravi skati)                            | 465             |                    |
| Chordata (strunarji)              | Elasmobranchii (morski psi in skati)      | Rhinopristiformes (pilarji)                         | 169             |                    |
| Chordata (strunarji)              | Elasmobranchii (morski psi in skati)      | Squaliformes (trneži)                               | 238             |                    |
| Chordata (strunarji)              | Elasmobranchii (morski psi in skati)      | Squatiniformes (sklati)                             | 43              |                    |
| Chordata (strunarji)              | Elasmobranchii (morski psi in skati)      | Torpediniformes (tršnjaki)                          | 88              |                    |
| Chordata (strunarji)              | Holocephali (morske podgane)              | Chimaeriformes (himere)                             | 246             |                    |
| Chordata (strunarji)              | Mammalia (sesalci)                        | Afrosoricida (zlati krti in tenreki)                | 74              |                    |
| Chordata (strunarji)              | Mammalia (sesalci)                        | Artiodactyla (sodoprsti kopitarji)                  | 1922            |                    |
| Chordata (strunarji)              | Mammalia (sesalci)                        | Carnivora (zveri)                                   | 1711            |                    |
| Chordata (strunarji)              | Mammalia (sesalci)                        | Cetacea (kiti)                                      | 827             |                    |
| Chordata (strunarji)              | Mammalia (sesalci)                        | Chiroptera (netopirji)                              | 1693            |                    |
| Chordata (strunarji)              | Mammalia (sesalci)                        | Cingulata (pasavci)                                 | 263             |                    |
| Chordata (strunarji)              | Mammalia (sesalci)                        | Dasyuromorphia (mesojedi vrečarji)                  | 154             |                    |
| Chordata (strunarji)              | Mammalia (sesalci)                        | Dermoptera (mrenarji)                               | 25              |                    |
| Chordata (strunarji)              | Mammalia (sesalci)                        | Didelphimorphia (ameriški vrečarji)                 | 350             |                    |
| Chordata (strunarji)              | Mammalia (sesalci)                        | Diprotodontia (diprotodonti)                        | 516             |                    |
| Chordata (strunarji)              | Mammalia (sesalci)                        | Erinaceomorpha (pravi in podganji ježi)             | 235             |                    |
| Chordata (strunarji)              | Mammalia (sesalci)                        | Hyracoidea (pečinarji)                              | 85              |                    |
| Chordata (strunarji)              | Mammalia (sesalci)                        | Lagomorpha (zajci, kunci in žvižgači)               | 308             |                    |
| Chordata (strunarji)              | Mammalia (sesalci)                        | Macroscelidea (rilčasti skakači)                    | 68              |                    |
| Chordata (strunarji)              | Mammalia (sesalci)                        | Microbiotheria                                      | 19              |                    |
| Chordata (strunarji)              | Mammalia (sesalci)                        | Monotremata (stokovci)                              | 23              |                    |
| Chordata (strunarji)              | Mammalia (sesalci)                        | Notoryctemorphia (krti vrečarji)                    | 3               |                    |
| Chordata (strunarji)              | Mammalia (sesalci)                        | Paucituberculata                                    | 139             |                    |
| Chordata (strunarji)              | Mammalia (sesalci)                        | Peramelemorphia (jazbeci vrečarji)                  | 67              |                    |
| Chordata (strunarji)              | Mammalia (sesalci)                        | Perissodactyla (lihoprsti kopitarji)                | 949             |                    |
| Chordata (strunarji)              | Mammalia (sesalci)                        | Pholidota (luskavci)                                | 18              |                    |
| Chordata (strunarji)              | Mammalia (sesalci)                        | Pilosa (lenivci)                                    | 412             |                    |
| Chordata (strunarji)              | Mammalia (sesalci)                        | Primates (prvaki)                                   | 1238            |                    |
| Chordata (strunarji)              | Mammalia (sesalci)                        | Proboscidea (trobčarji)                             | 194             |                    |
| Chordata (strunarji)              | Mammalia (sesalci)                        | Rodentia (glodalci)                                 | 5134            |                    |
| Chordata (strunarji)              | Mammalia (sesalci)                        | Scandentia (tupaje)                                 | 45              |                    |
| Chordata (strunarji)              | Mammalia (sesalci)                        | Sirenia (morske krave)                              | 87              |                    |
| Chordata (strunarji)              | Mammalia (sesalci)                        | Soricomorpha (krti in rovke)                        | 943             |                    |
| Chordata (strunarji)              | Mammalia (sesalci)                        | Tubulidentata (cevozobci)                           | 18              |                    |
| Chordata (strunarji)              | Myxini (glenavice)                        | Myxiniformes (glenavice)                            | 95              |                    |
| Chordata (strunarji)              | Reptilia (plazilci)                       | Bolosauria†                                         | 11              |                    |
| Chordata (strunarji)              | Reptilia (plazilci)                       | Crocodylia (krokodili)                              | 557             |                    |
| Chordata (strunarji)              | Reptilia (plazilci)                       | Dinosauria (dinozavri)†                             | 2323            |                    |
| Chordata (strunarji)              | Reptilia (plazilci)                       | Pareiasaurida†                                      | 1               |                    |
| Chordata (strunarji)              | Reptilia (plazilci)                       | Pterosauria (pterozavri)†                           | 282             |                    |
| Chordata (strunarji)              | Reptilia (plazilci)                       | Rhynchocephalia (prakuščarji)                       | 77              |                    |
| Chordata (strunarji)              | Reptilia (plazilci)                       | Rhynchosauria†                                      | 29              |                    |
| Chordata (strunarji)              | Reptilia (plazilci)                       | Squamata (luskarji)                                 | 12.367          |                    |
| Chordata (strunarji)              | Reptilia (plazilci)                       | Testudines (želve)                                  | 1629            |                    |
| Chordata (strunarji)              | Reptilia (plazilci)                       | Thecodontia (tekodonti)†                            | 55              |                    |
| Chordata (strunarji)              | Sarcopterygii (mesnatoplavutarice)        | Ceratodontiformes (avstralske pljučarice)           | 107             |                    |
| Chordata (strunarji)              | Sarcopterygii (mesnatoplavutarice)        | Coelacanthiformes (resoperke)                       | 132             |                    |
| Chordata (strunarji)              | Sarcopterygii (mesnatoplavutarice)        | Lepidosireniformes                                  | 21              |                    |
| Chordata (strunarji)              | Thaliacea (salpe)                         | Doliolida                                           | 27              |                    |
| Chordata (strunarji)              | Thaliacea (salpe)                         | Pyrosomatida (ognjene salpe)                        | 10              |                    |
| Chordata (strunarji)              | Thaliacea (salpe)                         | Salpida                                             | 75              |                    |
| Cnidaria (ožigalkarji)            | Anthozoa (koralnjaki)                     | Actiniaria (morske vetrnice)                        | 1381            |                    |
| Cnidaria (ožigalkarji)            | Anthozoa (koralnjaki)                     | Alcyonacea (mehke korale?)                          | 3782            |                    |
| Cnidaria (ožigalkarji)            | Anthozoa (koralnjaki)                     | Antipatharia (trnaste korale)                       | 284             |                    |
| Cnidaria (ožigalkarji)            | Anthozoa (koralnjaki)                     | Corallimorpharia (mehke korale?)                    | 52              |                    |
| Cnidaria (ožigalkarji)            | Anthozoa (koralnjaki)                     | Heliolitina†                                        | 1               |                    |
| Cnidaria (ožigalkarji)            | Anthozoa (koralnjaki)                     | Helioporacea (modre korale)                         | 40              |                    |
| Cnidaria (ožigalkarji)            | Anthozoa (koralnjaki)                     | Penicillaria                                        | 48              |                    |
| Cnidaria (ožigalkarji)            | Anthozoa (koralnjaki)                     | Pennatulacea (morsko perje)                         | 324             |                    |
| Cnidaria (ožigalkarji)            | Anthozoa (koralnjaki)                     | Scleractinia (kamniti koralnjaki)                   | 7408            |                    |
| Cnidaria (ožigalkarji)            | Anthozoa (koralnjaki)                     | Spirularia                                          | 120             |                    |
| Cnidaria (ožigalkarji)            | Anthozoa (koralnjaki)                     | Zoantharia (zoantarije)                             | 342             |                    |
| Cnidaria (ožigalkarji)            | Cubozoa (kubomeduze)                      | Carybdeida                                          | 46              |                    |
| Cnidaria (ožigalkarji)            | Cubozoa (kubomeduze)                      | Chirodropida                                        | 17              |                    |
| Cnidaria (ožigalkarji)            | Hydrozoa (trdoživnjaki)                   | Actinulida                                          | 14              |                    |
| Cnidaria (ožigalkarji)            | Hydrozoa (trdoživnjaki)                   | Anthoathecata                                       | 1626            |                    |
| Cnidaria (ožigalkarji)            | Hydrozoa (trdoživnjaki)                   | Leptothecata                                        | 2414            |                    |
| Cnidaria (ožigalkarji)            | Hydrozoa (trdoživnjaki)                   | Limnomedusae                                        | 65              |                    |
| Cnidaria (ožigalkarji)            | Hydrozoa (trdoživnjaki)                   | Narcomedusae                                        | 96              |                    |
| Cnidaria (ožigalkarji)            | Hydrozoa (trdoživnjaki)                   | Siphonophorae (cevkači)                             | 245             |                    |
| Cnidaria (ožigalkarji)            | Hydrozoa (trdoživnjaki)                   | Trachymedusae (meduze morske ribe)                  | 87              |                    |
| Cnidaria (ožigalkarji)            | Scyphozoa (klobučnjaki)                   | Coronatae                                           | 80              |                    |
| Cnidaria (ožigalkarji)            | Scyphozoa (klobučnjaki)                   | Rhizostomeae (korenousti klobučnjaki)               | 194             |                    |
| Cnidaria (ožigalkarji)            | Scyphozoa (klobučnjaki)                   | Semaeostomeae                                       | 94              |                    |
| Cnidaria (ožigalkarji)            | Staurozoa (pecljati klobučnjaki)          | Stauromedusae (pecljate meduze)                     | 146             |                    |
| Ctenophora (rebrače)              | Nuda (rebrače brez lovk)                  | Beroida                                             | 28              |                    |
| Ctenophora (rebrače)              | Tentaculata (moluski)                     | Cambojiida                                          | 1               |                    |
| Ctenophora (rebrače)              | Tentaculata (moluski)                     | Cestida                                             | 2               |                    |
| Ctenophora (rebrače)              | Tentaculata (moluski)                     | Cryptolobiferida                                    | 2               |                    |
| Ctenophora (rebrače)              | Tentaculata (moluski)                     | Cydippida                                           | 75              |                    |
| Ctenophora (rebrače)              | Tentaculata (moluski)                     | Ganeshida                                           | 2               |                    |
| Ctenophora (rebrače)              | Tentaculata (moluski)                     | Lobata                                              | 44              |                    |
| Ctenophora (rebrače)              | Tentaculata (moluski)                     | Platyctenida                                        | 49              |                    |
| Ctenophora (rebrače)              | Tentaculata (moluski)                     | Thalassocalycida                                    | 1               |                    |
| Cycliophora                       | Eucycliophora                             | Symbiida                                            | 2               |                    |
| Echinodermata (iglokožci)         | Asteroidea (morske zvezde)                | Brisingida                                          | 111             |                    |
| Echinodermata (iglokožci)         | Asteroidea (morske zvezde)                | Forcipulatida                                       | 331             |                    |
| Echinodermata (iglokožci)         | Asteroidea (morske zvezde)                | Notomyotida                                         | 75              |                    |
| Echinodermata (iglokožci)         | Asteroidea (morske zvezde)                | Paxillosida                                         | 504             |                    |
| Echinodermata (iglokožci)         | Asteroidea (morske zvezde)                | Peripodida                                          | 3               |                    |
| Echinodermata (iglokožci)         | Asteroidea (morske zvezde)                | Spinulosida                                         | 151             |                    |
| Echinodermata (iglokožci)         | Asteroidea (morske zvezde)                | Valvatida                                           | 1123            |                    |
| Echinodermata (iglokožci)         | Asteroidea (morske zvezde)                | Velatida                                            | 148             |                    |
| Echinodermata (iglokožci)         | Crinoidea (morske lilije)                 | Bourgueticrinida                                    | 34              |                    |
| Echinodermata (iglokožci)         | Crinoidea (morske lilije)                 | Comatulida (komatulidi)                             | 649             |                    |
| Echinodermata (iglokožci)         | Crinoidea (morske lilije)                 | Isocrinida                                          | 112             |                    |
| Echinodermata (iglokožci)         | Crinoidea (morske lilije)                 | Millericrinida                                      | 118             |                    |
| Echinodermata (iglokožci)         | Echinoidea (morski ježki)                 | Arbacioida                                          | 142             |                    |
| Echinodermata (iglokožci)         | Echinoidea (morski ježki)                 | Aspidodiadematoida                                  | 21              |                    |
| Echinodermata (iglokožci)         | Echinoidea (morski ježki)                 | Camarodonta                                         | 447             |                    |
| Echinodermata (iglokožci)         | Echinoidea (morski ježki)                 | Cassiduloida                                        | 318             |                    |
| Echinodermata (iglokožci)         | Echinoidea (morski ježki)                 | Cidaroida                                           | 666             |                    |
| Echinodermata (iglokožci)         | Echinoidea (morski ježki)                 | Clypeasteroida (morski kovanci)                     | 916             |                    |
| Echinodermata (iglokožci)         | Echinoidea (morski ježki)                 | Diadematoida                                        | 62              |                    |
| Echinodermata (iglokožci)         | Echinoidea (morski ježki)                 | Echinolampadoida                                    | 183             |                    |
| Echinodermata (iglokožci)         | Echinoidea (morski ježki)                 | Echinoneoida                                        | 132             |                    |
| Echinodermata (iglokožci)         | Echinoidea (morski ježki)                 | Echinothurioida                                     | 69              |                    |
| Echinodermata (iglokožci)         | Echinoidea (morski ježki)                 | Holasteroida                                        | 279             |                    |
| Echinodermata (iglokožci)         | Echinoidea (morski ježki)                 | Holectypoida                                        | 84              |                    |
| Echinodermata (iglokožci)         | Echinoidea (morski ježki)                 | Micropygoida                                        | 2               |                    |
| Echinodermata (iglokožci)         | Echinoidea (morski ježki)                 | Pedinoida                                           | 57              |                    |
| Echinodermata (iglokožci)         | Echinoidea (morski ježki)                 | Phymosomatoida                                      | 203             |                    |
| Echinodermata (iglokožci)         | Echinoidea (morski ježki)                 | Salenioida                                          | 182             |                    |
| Echinodermata (iglokožci)         | Echinoidea (morski ježki)                 | Spatangoida (srčasti ježki)                         | 1532            |                    |
| Echinodermata (iglokožci)         | Echinoidea (morski ježki)                 | Stomopneustoida                                     | 84              |                    |
| Echinodermata (iglokožci)         | Holothuroidea (brizgači)                  | Apodida (črvičke)                                   | 507             |                    |
| Echinodermata (iglokožci)         | Holothuroidea (brizgači)                  | Arthrochirotida                                     | 8               |                    |
| Echinodermata (iglokožci)         | Holothuroidea (brizgači)                  | Dendrochirotida                                     | 1115            |                    |
| Echinodermata (iglokožci)         | Holothuroidea (brizgači)                  | Elasipodida                                         | 222             |                    |
| Echinodermata (iglokožci)         | Holothuroidea (brizgači)                  | Holothuriida                                        | 305             |                    |
| Echinodermata (iglokožci)         | Holothuroidea (brizgači)                  | Molpadida                                           | 119             |                    |
| Echinodermata (iglokožci)         | Holothuroidea (brizgači)                  | Persiculida                                         | 41              |                    |
| Echinodermata (iglokožci)         | Holothuroidea (brizgači)                  | Synallactida                                        | 144             |                    |
| Echinodermata (iglokožci)         | Ophiuroidea (kačjerepi in gorgonoglavci)  | Amphilepidida                                       | 1043            |                    |
| Echinodermata (iglokožci)         | Ophiuroidea (kačjerepi in gorgonoglavci)  | Euryalida (zvezde košare)                           | 227             |                    |
| Echinodermata (iglokožci)         | Ophiuroidea (kačjerepi in gorgonoglavci)  | Ophiacanthida                                       | 659             |                    |
| Echinodermata (iglokožci)         | Ophiuroidea (kačjerepi in gorgonoglavci)  | Ophioleucida                                        | 32              |                    |
| Echinodermata (iglokožci)         | Ophiuroidea (kačjerepi in gorgonoglavci)  | Ophioscolecida                                      | 65              |                    |
| Echinodermata (iglokožci)         | Ophiuroidea (kačjerepi in gorgonoglavci)  | Ophiurida (krhke zvezde)                            | 539             |                    |
| Gastrotricha (trebuhodlačniki)    | Incertae sedis                            | Chaetonotida                                        | 513             |                    |
| Gastrotricha (trebuhodlačniki)    | Incertae sedis                            | Macrodasyida (makrodazioidi)                        | 392             |                    |
| Gnathostomulida (gnatostomulidi)  | Incertae sedis                            | Bursovaginoidea                                     | 75              |                    |
| Gnathostomulida (gnatostomulidi)  | Incertae sedis                            | Filospermoidea                                      | 28              |                    |
| Hemichordata (črevoškrgarji)      | Pterobranchia (kriloškrgarji)             | Rhabdopleurida                                      | 21              |                    |
| Micrognathozoa                    | Incertae sedis                            | Limnognathida                                       | 1               |                    |
| Mollusca (mehkužci)               | Bivalvia (školjke)                        | Adapedonta                                          | 382             |                    |
| Mollusca (mehkužci)               | Bivalvia (školjke)                        | Arcida                                              | 1957            |                    |
| Mollusca (mehkužci)               | Bivalvia (školjke)                        | Cardiida                                            | 2850            |                    |
| Mollusca (mehkužci)               | Bivalvia (školjke)                        | Carditida                                           | 1561            |                    |
| Mollusca (mehkužci)               | Bivalvia (školjke)                        | Galeommatida                                        | 832             |                    |
| Mollusca (mehkužci)               | Bivalvia (školjke)                        | Gastrochaenida                                      | 67              |                    |
| Mollusca (mehkužci)               | Bivalvia (školjke)                        | Hippuritida†                                        | 591             |                    |
| Mollusca (mehkužci)               | Bivalvia (školjke)                        | Limida                                              | 593             |                    |
| Mollusca (mehkužci)               | Bivalvia (školjke)                        | Lucinida                                            | 1243            |                    |
| Mollusca (mehkužci)               | Bivalvia (školjke)                        | Megalodontida†                                      | 53              |                    |
| Mollusca (mehkužci)               | Bivalvia (školjke)                        | Modiomorphida†                                      | 158             |                    |
| Mollusca (mehkužci)               | Bivalvia (školjke)                        | Myalinida†                                          | 991             |                    |
| Mollusca (mehkužci)               | Bivalvia (školjke)                        | Myida                                               | 1035            |                    |
| Mollusca (mehkužci)               | Bivalvia (školjke)                        | Mytilida (klapavice)                                | 978             |                    |
| Mollusca (mehkužci)               | Bivalvia (školjke)                        | Nuculanida                                          | 1193            |                    |
| Mollusca (mehkužci)               | Bivalvia (školjke)                        | Nuculida                                            | 600             |                    |
| Mollusca (mehkužci)               | Bivalvia (školjke)                        | Ostreida (ostrige)                                  | 1804            |                    |
| Mollusca (mehkužci)               | Bivalvia (školjke)                        | Pectinida (pokrovače)                               | 2700            |                    |
| Mollusca (mehkužci)               | Bivalvia (školjke)                        | Solemyida                                           | 119             |                    |
| Mollusca (mehkužci)               | Bivalvia (školjke)                        | Sphaeriida                                          | 286             |                    |
| Mollusca (mehkužci)               | Bivalvia (školjke)                        | Trigoniida                                          | 1766            |                    |
| Mollusca (mehkužci)               | Bivalvia (školjke)                        | Unionida (škržki)                                   | 1471            |                    |
| Mollusca (mehkužci)               | Bivalvia (školjke)                        | Venerida                                            | 3764            |                    |
| Mollusca (mehkužci)               | Caudofoveata (luskarji)                   | Chaetodermatida                                     | 145             |                    |
| Mollusca (mehkužci)               | Cephalopoda (glavonožci)                  | Ammonoidea (amoniti)                                | 12.762          |                    |
| Mollusca (mehkužci)               | Cephalopoda (glavonožci)                  | Belemnitida (belemniti)†                            | 220             |                    |
| Mollusca (mehkužci)               | Cephalopoda (glavonožci)                  | Myopsida                                            | 70              |                    |
| Mollusca (mehkužci)               | Cephalopoda (glavonožci)                  | Nautilida (nautili)                                 | 1504            |                    |
| Mollusca (mehkužci)               | Cephalopoda (glavonožci)                  | Octopoda (hobotnice)                                | 411             |                    |
| Mollusca (mehkužci)               | Cephalopoda (glavonožci)                  | Oegopsida (lignji)                                  | 308             |                    |
| Mollusca (mehkužci)               | Cephalopoda (glavonožci)                  | Sepiida (sipe)                                      | 223             |                    |
| Mollusca (mehkužci)               | Cephalopoda (glavonožci)                  | Spirulida                                           | 7               |                    |
| Mollusca (mehkužci)               | Cephalopoda (glavonožci)                  | Vampyromorpha (vražji lignji)                       | 7               |                    |
| Mollusca (mehkužci)               | Gastropoda (polži)                        | Aplysiida (morski zajčki)                           | 134             |                    |
| Mollusca (mehkužci)               | Gastropoda (polži)                        | Architaenioglossa (srednji polži)                   | 4870            |                    |
| Mollusca (mehkužci)               | Gastropoda (polži)                        | Cephalaspidea (hišičasti zaškrgarji)                | 1983            |                    |
| Mollusca (mehkužci)               | Gastropoda (polži)                        | Cycloneritida                                       | 2386            |                    |
| Mollusca (mehkužci)               | Gastropoda (polži)                        | Ellobiida                                           | 566             |                    |
| Mollusca (mehkužci)               | Gastropoda (polži)                        | Lepetellida                                         | 1334            |                    |
| Mollusca (mehkužci)               | Gastropoda (polži)                        | Littorinimorpha                                     | 19.325          |                    |
| Mollusca (mehkužci)               | Gastropoda (polži)                        | Neogastropoda (ozkojeziniki)                        | 24.172          |                    |
| Mollusca (mehkužci)               | Gastropoda (polži)                        | Nudibranchia (gološkrgarji)                         | 2789            |                    |
| Mollusca (mehkužci)               | Gastropoda (polži)                        | Pleurobranchida                                     | 124             |                    |
| Mollusca (mehkužci)               | Gastropoda (polži)                        | Pleurotomariida                                     | 2002            |                    |
| Mollusca (mehkužci)               | Gastropoda (polži)                        | Pteropoda (planktonski polži)                       | 459             |                    |
| Mollusca (mehkužci)               | Gastropoda (polži)                        | Runcinida                                           | 62              |                    |
| Mollusca (mehkužci)               | Gastropoda (polži)                        | Seguenziida                                         | 924             |                    |
| Mollusca (mehkužci)               | Gastropoda (polži)                        | Siphonariida                                        | 188             |                    |
| Mollusca (mehkužci)               | Gastropoda (polži)                        | Stylommatophora (kopenski pljučarji)                | 26.328          |                    |
| Mollusca (mehkužci)               | Gastropoda (polži)                        | Systellommatophora                                  | 322             |                    |
| Mollusca (mehkužci)               | Gastropoda (polži)                        | Trochida                                            | 4357            |                    |
| Mollusca (mehkužci)               | Gastropoda (polži)                        | Umbraculida (umbraculidi)                           | 14              |                    |
| Mollusca (mehkužci)               | Monoplacophora (enolupinarji)             | Tryblidiida                                         | 109             |                    |
| Mollusca (mehkužci)               | Polyplacophora (bokoživčniki)             | Chitonida                                           | 1137            |                    |
| Mollusca (mehkužci)               | Polyplacophora (bokoživčniki)             | Lepidopleurida                                      | 249             |                    |
| Mollusca (mehkužci)               | Scaphopoda (slonovi zobčki)               | Dentaliida                                          | 593             |                    |
| Mollusca (mehkužci)               | Scaphopoda (slonovi zobčki)               | Gadilida                                            | 379             |                    |
| Mollusca (mehkužci)               | Solenogastres (brazdonožci)               | Cavibelonia                                         | 188             |                    |
| Mollusca (mehkužci)               | Solenogastres (brazdonožci)               | Neomeniamorpha                                      | 29              |                    |
| Mollusca (mehkužci)               | Solenogastres (brazdonožci)               | Pholidoskepia                                       | 62              |                    |
| Mollusca (mehkužci)               | Solenogastres (brazdonožci)               | Sterrofustia                                        | 13              |                    |
| Myxozoa (mikrosporidiji)          | Myxosporea (trosovci)                     | Bivalvulida                                         | 738             |                    |
| Myxozoa (mikrosporidiji)          | Myxosporea (trosovci)                     | Multivalvulida                                      | 116             |                    |
| Nematoda (gliste)                 | Adenophorea                               | Araeolaimida                                        | 1067            |                    |
| Nematoda (gliste)                 | Adenophorea                               | Desmodorida (globokomorske ogorčice)                | 2211            |                    |
| Nematoda (gliste)                 | Adenophorea                               | Desmoscolecida                                      | 357             |                    |
| Nematoda (gliste)                 | Adenophorea                               | Dorylaimida                                         | 1837            |                    |
| Nematoda (gliste)                 | Adenophorea                               | Enoplida                                            | 2146            |                    |
| Nematoda (gliste)                 | Adenophorea                               | Mermithida                                          | 652             |                    |
| Nematoda (gliste)                 | Adenophorea                               | Monhysterida                                        | 1348            |                    |
| Nematoda (gliste)                 | Adenophorea                               | Mononchida                                          | 50              |                    |
| Nematoda (gliste)                 | Adenophorea                               | Trichocephalida                                     | 130             |                    |
| Nematoda (gliste)                 | Adenophorea                               | Triplonchida                                        | 266             |                    |
| Nematoda (gliste)                 | Secernentea                               | Aphelenchida                                        | 239             |                    |
| Nematoda (gliste)                 | Secernentea                               | Ascaridida                                          | 1100            |                    |
| Nematoda (gliste)                 | Secernentea                               | Camallanida                                         | 350             |                    |
| Nematoda (gliste)                 | Secernentea                               | Diplogasterida                                      | 99              |                    |
| Nematoda (gliste)                 | Secernentea                               | Oxyurida                                            | 325             |                    |
| Nematoda (gliste)                 | Secernentea                               | Rhabditida (entopatogene ogorčice)                  | 2642            |                    |
| Nematoda (gliste)                 | Secernentea                               | Spirurida                                           | 1253            |                    |
| Nematoda (gliste)                 | Secernentea                               | Strongylida                                         | 1126            |                    |
| Nematoda (gliste)                 | Secernentea                               | Tylenchida                                          | 1633            |                    |
| Nematomorpha (žive niti)          | Gordioida (žive niti)                     | Gordioidea (sladkovodni vermiformni paraziti)       | 415             |                    |
| Nematomorpha (žive niti)          | Nectonematoida (planktonski morski črvi)  | Nectonematoidea                                     | 6               |                    |
| Nemertea (nitkarji)               | Hoplonemertea                             | Monostilifera                                       | 654             |                    |
| Nemertea (nitkarji)               | Hoplonemertea                             | Polystilifera                                       | 151             |                    |
| Nemertea (nitkarji)               | Pilidiophora                              | Heteronemertea                                      | 486             |                    |
| Platyhelminthes (ploski črvi)     | Cestoda (trakulje)                        | Amphilinidea                                        | 10              |                    |
| Platyhelminthes (ploski črvi)     | Cestoda (trakulje)                        | Bothriocephalidea                                   | 196             |                    |
| Platyhelminthes (ploski črvi)     | Cestoda (trakulje)                        | Caryophyllidea                                      | 151             |                    |
| Platyhelminthes (ploski črvi)     | Cestoda (trakulje)                        | Cathetocephalidea                                   | 10              |                    |
| Platyhelminthes (ploski črvi)     | Cestoda (trakulje)                        | Cyclophyllidea (ciklofilidne trakulje)              | 1961            |                    |
| Platyhelminthes (ploski črvi)     | Cestoda (trakulje)                        | Diphyllidea                                         | 70              |                    |
| Platyhelminthes (ploski črvi)     | Cestoda (trakulje)                        | Diphyllobothriidea                                  | 120             |                    |
| Platyhelminthes (ploski črvi)     | Cestoda (trakulje)                        | Gyrocotylidea                                       | 12              |                    |
| Platyhelminthes (ploski črvi)     | Cestoda (trakulje)                        | Haplobothriidea                                     | 2               |                    |
| Platyhelminthes (ploski črvi)     | Cestoda (trakulje)                        | Lecanicephalidea                                    | 186             |                    |
| Platyhelminthes (ploski črvi)     | Cestoda (trakulje)                        | Litobothriidea                                      | 9               |                    |
| Platyhelminthes (ploski črvi)     | Cestoda (trakulje)                        | Nippotaeniidea                                      | 6               |                    |
| Platyhelminthes (ploski črvi)     | Cestoda (trakulje)                        | Onchoproteocephalidea                               | 711             |                    |
| Platyhelminthes (ploski črvi)     | Cestoda (trakulje)                        | Phyllobothriidea                                    | 180             |                    |
| Platyhelminthes (ploski črvi)     | Cestoda (trakulje)                        | Rhinebothriidea                                     | 202             |                    |
| Platyhelminthes (ploski črvi)     | Cestoda (trakulje)                        | Spathebothriidea                                    | 10              |                    |
| Platyhelminthes (ploski črvi)     | Cestoda (trakulje)                        | Tetrabothriidea                                     | 97              |                    |
| Platyhelminthes (ploski črvi)     | Cestoda (trakulje)                        | Tetraphyllidea                                      | 163             |                    |
| Platyhelminthes (ploski črvi)     | Cestoda (trakulje)                        | Trypanorhyncha                                      | 405             |                    |
| Platyhelminthes (ploski črvi)     | Monogenea (monogeni)                      | Capsalidea                                          | 263             |                    |
| Platyhelminthes (ploski črvi)     | Monogenea (monogeni)                      | Chimaericolidea                                     | 5               |                    |
| Platyhelminthes (ploski črvi)     | Monogenea (monogeni)                      | Dactylogyridea                                      | 3249            |                    |
| Platyhelminthes (ploski črvi)     | Monogenea (monogeni)                      | Diclybothriidea                                     | 82              |                    |
| Platyhelminthes (ploski črvi)     | Monogenea (monogeni)                      | Gyrodactylidea                                      | 685             |                    |
| Platyhelminthes (ploski črvi)     | Monogenea (monogeni)                      | Mazocraeidea                                        | 977             |                    |
| Platyhelminthes (ploski črvi)     | Monogenea (monogeni)                      | Monocotylidea                                       | 208             |                    |
| Platyhelminthes (ploski črvi)     | Monogenea (monogeni)                      | Montchadskyellidea                                  | 1               |                    |
| Platyhelminthes (ploski črvi)     | Monogenea (monogeni)                      | Polystomatidea                                      | 79              |                    |
| Platyhelminthes (ploski črvi)     | Trematoda (sesači)                        | Aspidogastrida                                      | 70              |                    |
| Platyhelminthes (ploski črvi)     | Trematoda (sesači)                        | Diplostomida                                        | 1093            |                    |
| Platyhelminthes (ploski črvi)     | Trematoda (sesači)                        | Plagiorchiida                                       | 9138            |                    |
| Platyhelminthes (ploski črvi)     | Trematoda (sesači)                        | Stichocotylida                                      | 2               |                    |
| Platyhelminthes (ploski črvi)     | Incertae sedis                            | Bothrioplanida                                      | 3               |                    |
| Platyhelminthes (ploski črvi)     | Incertae sedis                            | Dolichomicrostomida                                 | 90              |                    |
| Platyhelminthes (ploski črvi)     | Incertae sedis                            | Fecampiida                                          | 17              |                    |
| Platyhelminthes (ploski črvi)     | Incertae sedis                            | Gnosonesimida                                       | 6               |                    |
| Platyhelminthes (ploski črvi)     | Incertae sedis                            | Macrostomorpha                                      | 204             |                    |
| Platyhelminthes (ploski črvi)     | Incertae sedis                            | Polycladida (polikladni vrtinčarji)                 | 1046            |                    |
| Platyhelminthes (ploski črvi)     | Incertae sedis                            | Prolecithophora                                     | 214             |                    |
| Platyhelminthes (ploski črvi)     | Incertae sedis                            | Prorhynchida                                        | 30              |                    |
| Platyhelminthes (ploski črvi)     | Incertae sedis                            | Proseriata                                          | 501             |                    |
| Platyhelminthes (ploski črvi)     | Incertae sedis                            | Rhabdocoela (rabdocelni vrtinčarji)                 | 1937            |                    |
| Platyhelminthes (ploski črvi)     | Incertae sedis                            | Tricladida (trikladidni vrtinčarji)                 | 1783            |                    |
| Porifera (spužve)                 | Calcarea (apnenjače)                      | Baerida                                             | 24              |                    |
| Porifera (spužve)                 | Calcarea (apnenjače)                      | Clathrinida                                         | 244             |                    |
| Porifera (spužve)                 | Calcarea (apnenjače)                      | Leucosolenida                                       | 631             |                    |
| Porifera (spužve)                 | Calcarea (apnenjače)                      | Lithonida                                           | 24              |                    |
| Porifera (spužve)                 | Calcarea (apnenjače)                      | Murrayonida                                         | 4               |                    |
| Porifera (spužve)                 | Demospongiae (demospongi)                 | Agelasida                                           | 384             |                    |
| Porifera (spužve)                 | Demospongiae (demospongi)                 | Axinellida                                          | 693             |                    |
| Porifera (spužve)                 | Demospongiae (demospongi)                 | Biemnida                                            | 106             |                    |
| Porifera (spužve)                 | Demospongiae (demospongi)                 | Bubarida                                            | 108             |                    |
| Porifera (spužve)                 | Demospongiae (demospongi)                 | Chondrillida                                        | 47              |                    |
| Porifera (spužve)                 | Demospongiae (demospongi)                 | Chondrosiida                                        | 11              |                    |
| Porifera (spužve)                 | Demospongiae (demospongi)                 | Clionaida                                           | 245             |                    |
| Porifera (spužve)                 | Demospongiae (demospongi)                 | Dendroceratida                                      | 80              |                    |
| Porifera (spužve)                 | Demospongiae (demospongi)                 | Desmacellida                                        | 41              |                    |
| Porifera (spužve)                 | Demospongiae (demospongi)                 | Dictyoceratida                                      | 777             |                    |
| Porifera (spužve)                 | Demospongiae (demospongi)                 | Haplosclerida                                       | 1186            |                    |
| Porifera (spužve)                 | Demospongiae (demospongi)                 | Merliida                                            | 42              |                    |
| Porifera (spužve)                 | Demospongiae (demospongi)                 | Poecilosclerida                                     | 2476            |                    |
| Porifera (spužve)                 | Demospongiae (demospongi)                 | Polymastiida                                        | 137             |                    |
| Porifera (spužve)                 | Demospongiae (demospongi)                 | Scopalinida                                         | 31              |                    |
| Porifera (spužve)                 | Demospongiae (demospongi)                 | Sphaerocladina                                      | 9               |                    |
| Porifera (spužve)                 | Demospongiae (demospongi)                 | Spongillida                                         | 290             |                    |
| Porifera (spužve)                 | Demospongiae (demospongi)                 | Suberitida                                          | 544             |                    |
| Porifera (spužve)                 | Demospongiae (demospongi)                 | Tethyida                                            | 215             |                    |
| Porifera (spužve)                 | Demospongiae (demospongi)                 | Tetractinellida                                     | 1313            |                    |
| Porifera (spužve)                 | Demospongiae (demospongi)                 | Trachycladida                                       | 10              |                    |
| Porifera (spužve)                 | Demospongiae (demospongi)                 | Verongiida                                          | 105             |                    |
| Porifera (spužve)                 | Hexactinellida (steklene spužve)          | Amphidiscosida                                      | 209             |                    |
| Porifera (spužve)                 | Hexactinellida (steklene spužve)          | Lychniscosida                                       | 204             |                    |
| Porifera (spužve)                 | Hexactinellida (steklene spužve)          | Lyssacinosida                                       | 403             |                    |
| Porifera (spužve)                 | Hexactinellida (steklene spužve)          | Sceptrulophora                                      | 357             |                    |
| Porifera (spužve)                 | Homoscleromorpha (spužve kremenorožnice)  | Homosclerophorida                                   | 126             |                    |
| Rotifera (kotačniki)              | Eurotatoria                               | Bdelloidea                                          | 411             |                    |
| Rotifera (kotačniki)              | Eurotatoria                               | Collothecacea                                       | 61              |                    |
| Rotifera (kotačniki)              | Eurotatoria                               | Flosculariaceae                                     | 185             |                    |
| Rotifera (kotačniki)              | Eurotatoria                               | Ploima                                              | 1575            |                    |
| Rotifera (kotačniki)              | Pararotatoria                             | Seisonacea                                          | 3               |                    |
| Sipuncula (pršivci)               | Phascolosomatidea                         | Aspidosiphoniformes                                 | 27              |                    |
| Sipuncula (pršivci)               | Phascolosomatidea                         | Phascolosomatiformes                                | 50              |                    |
| Sipuncula (pršivci)               | Sipunculidea                              | Golfingiiformes                                     | 107             |                    |
| Sipuncula (pršivci)               | Sipunculidea                              | Sipunculiformes                                     | 48              |                    |
| Tardigrada (počasniki)            | Eutardigrada (evtardigradi)               | Apochela                                            | 38              |                    |
| Tardigrada (počasniki)            | Eutardigrada (evtardigradi)               | Parachela                                           | 802             |                    |
| Tardigrada (počasniki)            | Heterotardigrada (heterotardigradi)       | Arthrotardigrada                                    | 197             |                    |
| Tardigrada (počasniki)            | Heterotardigrada (heterotardigradi)       | Echiniscoidea                                       | 297             |                    |
| Tardigrada (počasniki)            | Mesotardigrada                            | Thermozodia                                         | 1               |                    |
| Xenacoelomorpha (ksenakelomorfi)  | Incertae sedis                            | Acoela                                              | 451             |                    |
| Xenacoelomorpha (ksenakelomorfi)  | Incertae sedis                            | Nemertodermatida                                    | 18              |                    |

1. ↑  »Animalia«. www.gbif.org (v angleščini). Pridobljeno 15. junija 2020.